# Gabriel Paletta
Pour les articles homonymes, voir Paletta.
Gabriel Paletta est un footballeur italo-argentin. Il est né le 15 février 1986 à Buenos Aires en Argentine. Formé dans le club argentin du CA Banfield, il évolue au poste de défenseur central.

## Biographie
Sélectionné pour participer au championnat du monde des moins de 20 ans 2005 avec la sélection argentine, il se révèle aux côtés de joueurs tels que Sergio Agüero ou Lionel Messi.
Rafael Benítez le remarque et obtient son transfert au cours du mois de janvier 2006, pour prendre effet en juillet 2006 à Liverpool.
Il inscrit son premier but sous ses nouvelles couleurs en Coupe de la Ligue, contre Reading lors d'une victoire 4-3, le 25 octobre 2006.
Cependant, son inexpérience du championnat anglais et son manque d'efficacité au sein de la défense centrale, lui ont valu d'être écarté de toutes les grandes rencontres de Liverpool cette saison. Ce manque de jeu a été comblé par un transfert au club argentin de Boca Juniors durant le mercato de l'été 2007.
Il se distingue en cette première moitié de saison 2007-2008 en participant à la finale de la Coupe du monde des clubs, avec Boca Juniors contre l'AC Milan, une finale perdue 4-2 par Paletta et son équipe.
Il s'engage avec Parme le 6 juillet 2010. Le 2 février 2015, il s'engage avec le Milan AC jusqu'au 30 juin 2018.
Le 6 novembre 2019, il s'engage pour trois saisons en faveur de l'AC Monza, qui évolue alors en Serie C (troisième échelon national).

## Palmarès

### En club
- Boca Juniors
  - Vainqueur de la Recopa Sudamericana lors de l'édition 2008 (en)
  - Vainqueur du Torneo Apertura 2008

- AC Milan
  - Vainqueur de la Supercoupe d'Italie 2016

### En sélection
- Argentine -20 ans
  - Vainqueur de la Coupe du monde des moins de 20 ans en 2005